# کری آلویک گریمسو
کری آلویک گریمسو (انگلیسی: Kari Aalvik Grimsbø؛ زادهٔ ۴ ژانویهٔ ۱۹۸۵) یک بازیکن هندبال اهل نروژ است. وی دارنده طلا بازی‌های المپیک تابستانی ۲۰۱۲ و برنز بازی‌های المپیک تابستانی ۲۰۱۶ در رشته تیمی هندبال است.